# Максимални брејк
Максимални брејк (енгл. maximum break), познат и као максимум и 147, највећи је могући узастопни низ поена које играч може освојити у једној партији снукера. Максимални брејк чине убачених 15 црвених у комбинацији са 15 црних кугли (120 поена) и убачене преостале обојене кугле (27 поена).
Први максимални брејк у снукеру је направио Џо Дејвис на егзибиционом мечу 1955. године, а за први максимум на професионалном нивоу се сматра максимум Стива Дејвиса из 1982. године који је уједно био и први максимални брејк приказан на телевизији. Први максимални брејк на Светском првенству направио је Клиф Торберн 1983. године.
Тренутни рекордер по броју одиграних максимума је Рони О’Саливан са 17 максималних брејкова. О’Саливан такође држи рекорд и за најбржи максимум који је трајао 5 минута и 8 секунди.
У квалификацијама за Светско првенство 2025. Џексон Пејџ је постао први играч икада који је направио два максимална брејка у једном мечу. Четири месеца касније, на мастерсу Саудијске Арабије, Рони О’Саливан је успео да уради исту ствар.
Могуће је направити и брејк већи од 147 уколико играч направи фаул и остави free ball ситуацију тако да може да номинује било коју обојену куглу уместо црвене и на тај начин скупи 155 поена у низу. Ова ситуација се још ниједном није десила у професионалном снукеру.